# Lair 龍潭虎穴
《Lair 龍潭虎穴》是一款由Factor 5开发并由索尼电脑娱乐发行在PlayStation 3平台上的動作遊戲。本遊戲使用荷里活的經驗技術，更邀請負責、及的好莱坞的音樂及美術總監John Debney。
《龙穴》最早在2005年的E3游戏展上公布，并计划作为PlayStation 3的首发游戏于2006年11月发售，但游戏最后几经延期于2007年9月在北美发售、10月在日本和香港发售、11月在欧洲发售。游戏在发售后获得了业界的差评。而本作也是开发商Factor 5制作的最后一款游戏，公司于2009年关闭。

## 概要
- 舞台為人類與龍共存的太古的世界。被稱為「大分裂」時代來臨，以自然資源發展的「阿希裏亞帝國」與蒸汽技術發展的「魔蓋族」等二個文明互相持續···玩者扮演名為「隆（Rohn）」的戰士，操控龍在天空及大地縱橫驅馳。

- 歐美的遊戲標題為「Lair」，而日本的遊戲標題為「RISE FROM LAIR」。

## 関連情報
- 於2007年7月20日在PLAYSTATION Store上公開高清畫質（720p）的短片。
- 於2007年8月28日在PLAYSTATION Store上公開高清畫質（1080p）的宣傳片。

## 製作人員
- 製作人：ブライアン クルーガー
- 美術總監：ウェイン ロー
- 音效：John Debney

## 外部連結
- （英文）Lair 龍潭虎穴 官方網站 （页面存档备份，存于）
- （日語）SCEJ Software 官方網站 （页面存档备份，存于）
- （英文）Factor 5 官方網站 （页面存档备份，存于）
- （繁體中文）PlayStation.com (Asia) 香港 Lair 龍潭虎穴 中英文合版新聞發佈